# Чоловіча збірна Словенії з волейболу
Чоловіча збірна Словенії з волейболу — чоловіча волейбольна збірна, яка представляє Словенію на міжнародних змаганнях з волейболу. Нині головним тренером команди є румунський фахівець Ґеорґе Крецу, капітаном — Тіне Урнаут.

## Історія
На Євро 2015 словенці вперше посіли 2-е місце.
У півфіналі домашнього Євро 2019 здолали збірну Польщі (3:1), зокрема, завдяки нейтралізації її лідера Вільфредо Леона.
18 вересня 2021 року в півфіналі Євро-2021 обіграла збірну Польщі на її майданчику 3:1 (17:25, 32:30, 25:16 37:35).
19 вересня 2021 року у фінальному поєдинку Євро-2021 у залі арени «Сподек» у Катовицях словенці поступилися збірній Італії — 2:3 (25:22, 20:25, 25:20, 20:25, 11:15).
У чвертьфіналі світової першості 2022 на майданчику «Арени Стожиці» зустрілася зі збірною України: поєдинок відбувся 7 вересня. Здолавши суперників 3:1 (18:25, 26:24, 25:19, 25:23), вийшли до півфіналу змагань.

## Статитика виступів

### Олімпійські ігри
| Рік   | Місце проведення | Раунд              | Позиція            | І                  | В                  | П                  | СВ                 | СП                 |
| ----- | ---------------- | ------------------ | ------------------ | ------------------ | ------------------ | ------------------ | ------------------ | ------------------ |
| 1996  | США              | Не кваліфікувалася | Не кваліфікувалася | Не кваліфікувалася | Не кваліфікувалася | Не кваліфікувалася | Не кваліфікувалася | Не кваліфікувалася |
| 2000  | Австралія        | Не кваліфікувалася | Не кваліфікувалася | Не кваліфікувалася | Не кваліфікувалася | Не кваліфікувалася | Не кваліфікувалася | Не кваліфікувалася |
| 2004  | Греція           | Не кваліфікувалася | Не кваліфікувалася | Не кваліфікувалася | Не кваліфікувалася | Не кваліфікувалася | Не кваліфікувалася | Не кваліфікувалася |
| 2008  | Китай            | Не кваліфікувалася | Не кваліфікувалася | Не кваліфікувалася | Не кваліфікувалася | Не кваліфікувалася | Не кваліфікувалася | Не кваліфікувалася |
| 2012  | Велика Британія  | Не кваліфікувалася | Не кваліфікувалася | Не кваліфікувалася | Не кваліфікувалася | Не кваліфікувалася | Не кваліфікувалася | Не кваліфікувалася |
| 2016  | Бразилія         | Не кваліфікувалася | Не кваліфікувалася | Не кваліфікувалася | Не кваліфікувалася | Не кваліфікувалася | Не кваліфікувалася | Не кваліфікувалася |
| 2020  | Японія           | Не кваліфікувалася | Не кваліфікувалася | Не кваліфікувалася | Не кваліфікувалася | Не кваліфікувалася | Не кваліфікувалася | Не кваліфікувалася |
| 2024  | Франція          |                    |                    |                    |                    |                    |                    |                    |
| Разом |                  | Перемоги 0         | 0/0                | 0                  | 0                  | 0                  | 0                  | 0                  |

### Чемпіонати світу
Переможці       Срібні призери        Третє місце       Четверте місце
- — країна-господар фінального турніру

| Рік   | Місце проведення | Раунд              | Позиція            | І                  | В                  | П                  | СВ                 | СП                 |
| ----- | ---------------- | ------------------ | ------------------ | ------------------ | ------------------ | ------------------ | ------------------ | ------------------ |
| 1994  | Греція           | Не кваліфікувалася | Не кваліфікувалася | Не кваліфікувалася | Не кваліфікувалася | Не кваліфікувалася | Не кваліфікувалася | Не кваліфікувалася |
| 1998  | Японія           | Не кваліфікувалася | Не кваліфікувалася | Не кваліфікувалася | Не кваліфікувалася | Не кваліфікувалася | Не кваліфікувалася | Не кваліфікувалася |
| 2002  | Аргентина        | Не кваліфікувалася | Не кваліфікувалася | Не кваліфікувалася | Не кваліфікувалася | Не кваліфікувалася | Не кваліфікувалася | Не кваліфікувалася |
| 2006  | Японія           | Не кваліфікувалася | Не кваліфікувалася | Не кваліфікувалася | Не кваліфікувалася | Не кваліфікувалася | Не кваліфікувалася | Не кваліфікувалася |
| 2010  | Італія           | Не кваліфікувалася | Не кваліфікувалася | Не кваліфікувалася | Не кваліфікувалася | Не кваліфікувалася | Не кваліфікувалася | Не кваліфікувалася |
| 2014  | Польща           | Не кваліфікувалася | Не кваліфікувалася | Не кваліфікувалася | Не кваліфікувалася | Не кваліфікувалася | Не кваліфікувалася | Не кваліфікувалася |
| 2018  | Італія/ Болгарія | 2 раунд            | 12-е місце         | 8                  | 4                  | 4                  | 17                 | 16                 |
| 2022  | Польща/ Словенія | Півфінал           | 4-е місце          | 7                  | 4                  | 3                  | 15                 | 11                 |
| Разом | Разом            |                    | 2/8                | 15                 | 8                  | 7                  | 32                 | 27                 |

### Чемпіонат Європи
Переможці       Срібні призери        Третє місце       Четверте місце
- — країна-господар фінального турніру

| Рік   | Місце проведення                          | Раунд              | Позиція            | І                  | В                  | П                  | СВ                 | СП                 |
| ----- | ----------------------------------------- | ------------------ | ------------------ | ------------------ | ------------------ | ------------------ | ------------------ | ------------------ |
| 1993  | Фінляндія                                 | Не кваліфікувалася | Не кваліфікувалася | Не кваліфікувалася | Не кваліфікувалася | Не кваліфікувалася | Не кваліфікувалася | Не кваліфікувалася |
| 1995  | Греція                                    | Не кваліфікувалася | Не кваліфікувалася | Не кваліфікувалася | Не кваліфікувалася | Не кваліфікувалася | Не кваліфікувалася | Не кваліфікувалася |
| 1997  | Нідерланди                                | Не кваліфікувалася | Не кваліфікувалася | Не кваліфікувалася | Не кваліфікувалася | Не кваліфікувалася | Не кваліфікувалася | Не кваліфікувалася |
| 1999  | Австрія                                   | Не кваліфікувалася | Не кваліфікувалася | Не кваліфікувалася | Не кваліфікувалася | Не кваліфікувалася | Не кваліфікувалася | Не кваліфікувалася |
| 2001  | Чехія                                     | Груповий етап      | 12-е місце         | 5                  | 0                  | 5                  | 3                  | 15                 |
| 2003  | Німеччина                                 | Не кваліфікувалася | Не кваліфікувалася | Не кваліфікувалася | Не кваліфікувалася | Не кваліфікувалася | Не кваліфікувалася | Не кваліфікувалася |
| 2005  | Італія Сербія                             | Не кваліфікувалася | Не кваліфікувалася | Не кваліфікувалася | Не кваліфікувалася | Не кваліфікувалася | Не кваліфікувалася | Не кваліфікувалася |
| 2007  | Росія                                     | Груповий етап      | 16-е місце         | 3                  | 0                  | 3                  | 2                  | 9                  |
| 2009  | Туреччина                                 | Груповий етап      | 15-е місце         | 3                  | 0                  | 3                  | 1                  | 9                  |
| 2011  | Австрія Чехія                             | Плей-оф            | 9-е місце          | 4                  | 2                  | 2                  | 9                  | 8                  |
| 2013  | Польща                                    | Груповий етап      | 13-е місце         | 3                  | 1                  | 2                  | 5                  | 7                  |
| 2015  | Болгарія Італія                           | Фінал              | 2-е місце          | 7                  | 4                  | 3                  | 14                 | 12                 |
| 2017  | Польща                                    | Чвертьфінал        | 8-е місце          | 5                  | 2                  | 3                  | 6                  | 9                  |
| 2019  | Бельгія Франція Нідерланди Словенія       | Фінал              | 2-е місце          | 9                  | 6                  | 3                  | 20                 | 13                 |
| 2021  | Польща Чехія Естонія Фінляндія            | Фінал              | 2-е місце          | 9                  | 6                  | 3                  | 21                 | 11                 |
| 2023  | Італія Бельгія Північна Македонія Ізраїль | Півфінал           | 4                  | 9                  | 8                  | 1                  | 25                 | 9                  |
| Разом |                                           | Титулів 0          | 10/16              | 57                 | 29                 | 28                 | 106                | 102                |

### Волейбольна Євроліга
Переможці       Срібні призери        Третє місце       Четверте місце
- — країна-господар фінального турніру

| Рік   | Місце проведення | Раунд              | Позиція            | І                  | В                  | П                  | СВ                 | СП                 |
| ----- | ---------------- | ------------------ | ------------------ | ------------------ | ------------------ | ------------------ | ------------------ | ------------------ |
| 2004  | Чехія            | Не кваліфікувалася | Не кваліфікувалася | Не кваліфікувалася | Не кваліфікувалася | Не кваліфікувалася | Не кваліфікувалася | Не кваліфікувалася |
| 2005  | Росія            | Не кваліфікувалася | Не кваліфікувалася | Не кваліфікувалася | Не кваліфікувалася | Не кваліфікувалася | Не кваліфікувалася | Не кваліфікувалася |
| 2006  | Туреччина        | Не кваліфікувалася | Не кваліфікувалася | Не кваліфікувалася | Не кваліфікувалася | Не кваліфікувалася | Не кваліфікувалася | Не кваліфікувалася |
| 2007  | Португалія       | Півфінал           | 4                  | 14                 | 9                  | 5                  | 34                 | 25                 |
| 2008  | Туреччина        | Не кваліфікувалася | Не кваліфікувалася | Не кваліфікувалася | Не кваліфікувалася | Не кваліфікувалася | Не кваліфікувалася | Не кваліфікувалася |
| 2009  | Португалія       | Не кваліфікувалася | Не кваліфікувалася | Не кваліфікувалася | Не кваліфікувалася | Не кваліфікувалася | Не кваліфікувалася | Не кваліфікувалася |
| 2010  | Іспанія          | Не кваліфікувалася | Не кваліфікувалася | Не кваліфікувалася | Не кваліфікувалася | Не кваліфікувалася | Не кваліфікувалася | Не кваліфікувалася |
| 2011  | Словаччина       | Півфінал           | 3                  | 14                 | 10                 | 4                  | 33                 | 19                 |
| 2012  | Туреччина        | Не кваліфікувалася | Не кваліфікувалася | Не кваліфікувалася | Не кваліфікувалася | Не кваліфікувалася | Не кваліфікувалася | Не кваліфікувалася |
| 2013  | Туреччина        | Не кваліфікувалася | Не кваліфікувалася | Не кваліфікувалася | Не кваліфікувалася | Не кваліфікувалася | Не кваліфікувалася | Не кваліфікувалася |
| 2014  | Чорногорія       | Півфінал           | 3                  | 10                 | 8                  | 2                  | 26                 | 9                  |
| 2015  | Польща           | Фінал              | 1                  | 12                 | 12                 | 0                  | 36                 | 5                  |
| 2016  | Болгарія         | Не кваліфікувалася | Не кваліфікувалася | Не кваліфікувалася | Не кваліфікувалася | Не кваліфікувалася | Не кваліфікувалася | Не кваліфікувалася |
| 2017  | Данія            | Не кваліфікувалася | Не кваліфікувалася | Не кваліфікувалася | Не кваліфікувалася | Не кваліфікувалася | Не кваліфікувалася | Не кваліфікувалася |
| 2018  | Чехія            | Груповий раунд     | 12                 | 6                  | 1                  | 5                  | 5                  | 17                 |
| Разом |                  | Титулів 1          | 5/15               | 56                 | 40                 | 16                 | 134                | 75                 |

### Кубок претендентів
Переможці       Срібні призери        Третє місце       Четверте місце
- — країна-господар фінального турніру

| Рік   | Місце проведення | Раунд     | Позиція | І | В | П | СВ | СП |
| ----- | ---------------- | --------- | ------- | - | - | - | -- | -- |
| 2019  | Словенія         | Фінал     | 1       | 4 | 4 | 0 | 12 | 2  |
| Разом |                  | Титулів 1 | 1/1     | 4 | 4 | 0 | 12 | 2  |

### Ліга націй
Переможці       Срібні призери        Третє місце       Четверте місце
- — країна-господар фінального турніру

| Рік   | Місце проведення | Раунд                             | Позиція                           | І                                 | В                                 | П                                 | СВ                                | СП                                |
| ----- | ---------------- | --------------------------------- | --------------------------------- | --------------------------------- | --------------------------------- | --------------------------------- | --------------------------------- | --------------------------------- |
| 2018  | Франція          | Не кваліфікувалася                | Не кваліфікувалася                | Не кваліфікувалася                | Не кваліфікувалася                | Не кваліфікувалася                | Не кваліфікувалася                | Не кваліфікувалася                |
| 2019  | США              | Не кваліфікувалася                | Не кваліфікувалася                | Не кваліфікувалася                | Не кваліфікувалася                | Не кваліфікувалася                | Не кваліфікувалася                | Не кваліфікувалася                |
| 2020  | Італія           | Скасовано через пандемію COVID-19 | Скасовано через пандемію COVID-19 | Скасовано через пандемію COVID-19 | Скасовано через пандемію COVID-19 | Скасовано через пандемію COVID-19 | Скасовано через пандемію COVID-19 | Скасовано через пандемію COVID-19 |
| 2021  | Італія           | Півфінал                          | 4                                 | 17                                | 12                                | 5                                 | 40                                | 24                                |
| 2022  | Італія           | Груповий раунд                    | 10                                | 12                                | 5                                 | 7                                 | 18                                | 24                                |
| 2023  | Польща           | Чвертьфінал                       | 7                                 | 13                                | 8                                 | 5                                 | 27                                | 20                                |
| 2024  | Польща           | Півфінал                          | 4                                 | 15                                | 12                                | 3                                 | 37                                | 22                                |
| Разом |                  | Титулів 0                         | 4/6                               | 57                                | 37                                | 20                                | 122                               | 90                                |

## Склад
Список гравців, які заявлені на матчі Олімпійських ігор 2024
| N° | Спортсмен     | Позиція               | Дата народження   | Клуб              |
| -- | ------------- | --------------------- | ----------------- | ----------------- |
| 16 | Ґреґор Ропрет | Зв'язуючий            | 1 березня 1989    | «Перуджа»         |
| 9  | Деян Вінчич   | Зв'язуючий            | 15 вересня 1986   | «Рапід»           |
| 1  | Тончек Штерн  | Діагональний          | 14 листопада 1995 | «Олімпіакос»      |
| 20 | Нік Муянович  | Діагональний          | 14 жовтня 2004    | «Воллей Мілано»   |
| 2  | Ален Паєнк    | Центральний блокуючий | 23 квітня 1986    | «Олімпіакос»      |
| 4  | Ян Козамерник | Центральний блокуючий | 24 грудня 1995    | «Трентіно Воллей» |
| 10 | Сашо Шталекар | Центральний блокуючий | 3 травня 1996     | «Берлін»          |
| 19 | Рок Можич     | Догравальник          | 17 січня 2002     | «Верона Воллей»   |
| 18 | Клемен Чебуль | Догравальник          | 21 лютий 1992     | «Ресовія»         |
| 14 | Жига Штерн    | Догравальник          | 2 січня 1994      | «Скра»            |
| 17 | Тіне Урнаут   | Догравальник          | 3 вересня 1988    | «Вулф Догз Нагоя» |
| 13 | Яні Ковачич   | Ліберо                | 14 червня 1992    | «АСН Волейбол»    |

## Тренери
- 1993–1996   Віктор Кревсель
- 1996–1997   Володимир Янкович
- 1997–2005   Ґреґор Грібар
- 2005–2008   Ізток Кшела
- 2008–2010   Ґреґор Грібар
- 2010–2012   Веселин Вукович
- 2012–2015   Лука Слабе
- 2015–2017   Андреа Джані
- 2017–2019   Слободан Ковач
- 2019–2021   Альберто Джуліані
- 2021–2022   Марк Лебедєв
- 2022–  Ґеорґе Крецу